# Атаян, Светлана Артёмовна
Светлана Артёмовна Атаян (род. 1938) — армянская советская рабочая, депутат Верховного Совета СССР.

## Биография
Родилась в 1938 году. Армянка. Беспартийная. Образование среднее.
С 1956 года — наладчица Ереванского электролампочного завода.
Депутат Совета Национальностей Верховного Совета СССР 9 созыва (1974—1979) от Ереванского — имени 26 комиссаров избирательного округа № 386 Армянской ССР. Член Комиссии по торговле, бытовому обслуживанию и коммунальному хозяйству Совета Национальностей.